# Ditellurure de tungstène
Le ditellurure de tungstène est un composé chimique de formule WTe2. Il s'agit probablement d'un semimétal de Weyl (en) de type II présentant une magnétorésistance géante mesurée comme un accroissement de la résistance électrique de 13 × 106 p. cent dans un champ magnétique de 60 T à 0,5 K. La résistance est proportionnelle au carré du champ magnétique et ne présente aucune saturation, ce qui pourrait s'expliquer par le fait que le nombre d'électrons est égal au nombre de trous mobiles. La magnétorésistance décroît en revanche sous l'effet de la pression, et disparaît au-dessus de 10,5 GPa au point que le matériau devient supraconducteur ; la supraconductivité s'observe à 13,0 GPa en-dessous de 6,5 K.
Le ditellurure de tungstène se présente sous la forme d'un solide gris pratiquement insoluble dans l'eau et cristallisé dans le système orthorhombique selon le groupe d'espace Pmn21 (no 31) avec les paramètres calculés a = 352 pm, b = 630 pm, c = 1 501 pm et Z = 4. Ses cristaux sont organisés en feuillets comme de nombreux autres dichalcogénures de métaux de transition, mais ces feuillets sont tellement déformés que la structure cristalline en nid d'abeilles des TMD est à peine identifiable dans WTe2. Les atomes de tungstène forment des chaînes en zigzag dont on pense qu'elles se comportent comme des conducteurs unidimensionnels. On a pu montrer que des impulsions lumineuses de fréquence térahertz sont susceptibles de modifier la structure cristalline du WTe du système cristallin orthorhombique vers le système monoclinique. Les électrons du WTe2 peuvent passer facilement d'un feuillet cristallin à l'autre, contrairement aux autres semiconducteurs bidimensionnels (en).
Il peut être obtenu en faisant réagir du tungstène avec du tellure sous vide à 800 °C :
W + 2 Te ⟶ WTe2.
Lorsqu'on le chauffe, il commence à réagir avec l'oxygène à environ 650 °C et se décompose sous vide à environ 600 °C.
Le ditellurure de tungstène peut être exfolié en paillettes dont la minceur peut atteindre la monocouche WTe2 pour donner un TMD 2D, c'est-à-dire un dichalcogénure de métal de transition (TMD) bidimensionnel. On pensait au départ que les monocouches WTe2 dans la phase cristalline 1T’ se comporteraient comme des semimétaux de Weyl, mais on a par la suite montré qu'en dessous de 50 K elles se comportent plutôt comme des isolants. Des expériences complémentaires ont montré qu'elles se comportent comme des isolants topologiques bidimensionnels,.